# Voltron, el defensor llegendari
Voltron, el defensor llegendari (originalment en anglès, Voltron: Legendary Defender) és una sèrie animada per a Web TV produïda per les companyies estatunidenques DreamWorks Animation Television i World Events Productions, i animada per l'estudi coreà Studio Mir. És un rellançament de la franquícia Voltron i de la sèrie d'animació japonesa Beast King GoLion. La seua animació és una barreja d'animació tradicional d'estil japonés per als personatges i els fons i d'animació CGI. S'ha doblat al valencià per a À Punt.
La primera temporada es va estrenar a Netflix el 10 de juny de 2016, i va constar de 13 episodis. Es va projectar que tindria 76 episodis i ha estat emesa a escala mundial en diversos països.

## Repartiment
- Josh Keaton com a Tinent/Comandant Takashi "Shiro" Shirogane
- Kimberly Brooks com a princesa Allura
- Steven Yeun com a Keith
- Jeremy Shada com a Lance
- Bex Taylor-Klaus com a Katie "Pidge Gunderson" Holt
- Tyler Labine com a Hunk
- Rhys Darby com a Coran Hieronymus Wimbleton Smythe
- Neil Kaplan com a rei Zarkon
- Cree Summer com a bruixa Haggar / Honerva
- A. J. Locascio com a príncep Lotor

## Llista d'episodis

### Temporada 1 (2016)
| Núm. total | Núm. de la temporada | Títol | Direcció                                                                       | Guió                                 |
| ---------- | -------------------- | --- | ------------------------------------------------------------------------------ | ------------------------------------ |
| 1–3        | 1–3                  | «The Rise of Voltron" "Part 1: The New Alliance" "Part 2: From Days of Long Ago" "Part 3: Defenders of the Universe» | Joaquim Dos Santos Lauren Montgomery Ki Hyun Ryu Eugene Lee Steve In-Chang Ahn | Tim Hedrick Joshua Hamilton May Chan |
| 4          | 4                    | «Some Assembly Required»                                                                                             | Joaquim Dos Santos Lauren Montgomery Ki Hyun Ryu                               | Tim Hedrick                          |
| 5          | 5                    | «El retorn del gladiador»                                                                                            | Eugene Lee                                                                     | Joshua Hamilton                      |
| 6          | 6                    | «Fall of the Castle of Lions»                                                                                        | Steve In-Chang Ahn                                                             | Tim Hedrick                          |
| 7          | 7                    | «Tears of the Balmera»                                                                                               | Chris Palmer                                                                   | Joshua Hamilton                      |
| 8          | 8                    | «Taking Flight» | Eugene Lee                                                                     | Tim Hedrick                          |
| 9          | 9                    | «Return to the Balmera»                                                                                              | Steve In-Chang Ahn                                                             | May Chan                             |
| 10         | 10                   | «Rebirth» | Chris Palmer                                                                   | Joshua Hamilton                      |
| 11         | 11                   | «Crystal Venom» | Eugene Lee                                                                     | May Chan                             |
| 12         | 12                   | «Collection and Extraction»                                                                                          | Steve In-Chang Ahn                                                             | Tim Hedrick                          |
| 13         | 13                   | «Els paladins negres»                                                                                                | Chris Palmer                                                                   | Joshua Hamilton                      |

### Temporada 2 (2017)
| Núm. total | Núm. de la temporada | Títol                    | Direcció           | Guió             |
| ---------- | -------------------- | ------------------------ | ------------------ | ---------------- |
| 14         | 1                    | «Across the Universe»    | Steve In-Chang Ahn | May Chan         |
| 15         | 2                    | «The Depths»             | Eugene Lee         | Joshua Hamilton  |
| 16         | 3                    | «Shiro's Escape»         | Chris Palmer       | Tim Hedrick      |
| 17         | 4                    | «Greening the Cube»      | Eugene Lee         | Lars Kenseth     |
| 18         | 5                    | «Eye of the Storm»       | Steve In-Chang Ahn | Joshua Hamilton  |
| 19         | 6                    | «The Ark of Taujeer»     | Chris Palmer       | Mark Bemesderfer |
| 20         | 7                    | «Space Mall»             | Eugene Lee         | Tim Hedrick      |
| 21         | 8                    | «The Blade of Marmora»   | Steve In-Chang Ahn | Mark Bemesderfer |
| 22         | 9                    | «El ventre de Weblum»    | Chris Palmer       | Joshua Hamilton  |
| 23         | 10                   | «La fugida de Beta Traz» | Eugene Lee         | Mitch Iverson    |
| 24         | 11                   | «Stayin' Alive»          | Steve In-Chang Ahn | May Chan         |
| 25         | 12                   | «Best Laid Plans»        | Chris Palmer       | Joshua Hamilton  |
| 26         | 13                   | «Blackout»               | Eugene Lee         | Tim Hedrick      |

### Temporada 3 (2017)
| Núm. total | Núm. de la temporada | Títol                     | Direcció           | Guió            |
| ---------- | -------------------- | ------------------------- | ------------------ | --------------- |
| 27         | 1                    | «Canvi de guàrdia»        | Steve In-Chang Ahn | Tim Hedrick     |
| 28         | 2                    | «El paladí roig»          | Chris Palmer       | May Chan        |
| 29         | 3                    | «La presa»                | Eugene Lee         | Joshua Hamilton |
| 30         | 4                    | «Un forat al cel»         | Chris Palmer       | Tim Hedrick     |
| 31         | 5                    | «El viatge»               | Steve In-Chang Ahn | Joshua Hamilton |
| 32         | 6                    | «Perseguint un cometa»    | Chris Palmer       | Mitch Iverson   |
| 33         | 7                    | «L'origen de la llegenda» | Eugene Lee         | Tim Hedrick     |

### Temporada 4 (2017)
| Núm. total | Núm. de la temporada | Títol                | Direcció           | Guió            |
| ---------- | -------------------- | -------------------- | ------------------ | --------------- |
| 34         | 1                    | «Codi d'honor»       | Eugene Lee         | Tim Hedrick     |
| 35         | 2                    | «Reunió»             | Steve In-Chang Ahn | Mitch Iverson   |
| 36         | 3                    | «Àrea oculta»        | Steve In-Chang Ahn | Tim Hedrick     |
| 37         | 4                    | «El show de Voltron» | Chris Palmer       | Joshua Hamilton |
| 38         | 5                    | «Comença l'atac»     | Eugene Lee         | Rocco Pucillo   |
| 39         | 6                    | «Un nou defensor»    | Steve In-Chang Ahn | Tim Hedrick     |

### Temporada 5 (2018)
| Núm. total | Núm. de la temporada | Títol           | Direcció           | Guió             |
| ---------- | -------------------- | --------------- | ------------------ | ---------------- |
| 40         | 1                    | «El presoner»   | Chris Palmer       | Eugene Son       |
| 41         | 2                    | «Duel de sang»  | Eugene Lee         | Joshua Hamilton  |
| 42         | 3                    | «Postmortem»    | Steve In-Chang Ahn | Todd Ludy        |
| 43         | 4                    | «Kral Zera»     | Chris Palmer       | Mitch Iverson    |
| 44         | 5                    | «Llinatges»     | Eugene Lee         | Mark Bemesderfer |
| 45         | 6                    | «El lleó blanc» | Steve In-Chang Ahn | Tim Hedrick      |

### Temporada 6 (2018)
| Núm. total | Núm. de la temporada | Títol                            | Direcció              | Guió               |
| ---------- | -------------------- | -------------------------------- | --------------------- | ------------------ |
| 46         | 1                    | «Escut Omega»                    | Chris Palmer          | Mitch Iverson      |
| 47         | 2                    | «El fil de la navalla»           | Eugene Lee            | Joshua Hamilton    |
| 48         | 3                    | «Monstres i manà»                | Steve In-Chang Ahn    | Mitch Iverson      |
| 49         | 4                    | «La colònia»                     | Chris Palmer          | Mark Bemesderfer   |
| 50         | 5                    | «Els paladins negres»            | Eugene Lee            | Joaquim Dos Santos |
| 51         | 6                    | «Les coses bones s'acaben»       | Steve In-Chang Ahn    | Joshua Hamilton    |
| 52         | 7                    | «Defensor de tots els universos» | Rie Koga Chris Palmer | Tim Hedrick        |

### Temporada 7 (2018)
| Núm. total | Núm. de la temporada | Títol                         | Direcció      | Guió                   |
| ---------- | -------------------- | ----------------------------- | ------------- | ---------------------- |
| 53         | 1                    | «Una xicoteta aventura»       | Eugene Lee    | May Chan Mitch Iverson |
| 54         | 2                    | «El camí a casa»              | Michael Chang | Joshua Hamilton        |
| 55         | 3                    | «El camí a seguir»            | Rie Koga      | Mark Bemesderfer       |
| 56         | 4                    | «La comtessa»                 | Eugene Lee    | Tim Hedrick            |
| 57         | 5                    | «Les ruïnes»                  | Michael Chang | Mitch Iverson          |
| 58         | 6                    | «Viatge a l'interior»         | Eugene Lee    | Tim Hedrick            |
| 59         | 7                    | «L'última defensa (1a part)»  | Rie Koga      | Joshua Hamilton        |
| 60         | 8                    | «L'última defensa (2a part)»  | Michael Chang | Mitch Iverson          |
| 61         | 9                    | «Coneix el teu enemic»        | Rie Koga      | Joshua Hamilton        |
| 62         | 10                   | «El Cor del Lleó»             | Eugene Lee    | Rocco Pucillo          |
| 63         | 11                   | «La Prova de Foc»             | Michael Chang | Joshua Hamilton        |
| 64         | 12                   | «L'orgull del lleó (1a part)» | Rie Koga      | Mitch Iverson          |
| 65         | 13                   | «L'orgull del lleó (2a part)» | Eugene Lee    | Joshua Hamilton        |

### Temporada 8 (2018)
| Núm. total | Núm. de la temporada | Títol                            | Direcció      | Guió                                 |
| ---------- | -------------------- | -------------------------------- | ------------- | ------------------------------------ |
| 66         | 1                    | «Dia del llançament»             | Michael Chang | Lauren Montgomery                    |
| 67         | 2                    | «Ombres»                         | Rie Koga      | Mitch Iverson                        |
| 68         | 3                    | «El dilema del presoner»         | Eugene Lee    | Erik Bogh                            |
| 69         | 4                    | «Ferides de guerra»              | Michael Chang | Joshua Hamilton                      |
| 70         | 5                    | «El rancor»                      | Rie Koga      | Rocco Pucillo                        |
| 71         | 6                    | «Gènesi»                         | Eugene Lee    | Mitch Iverson                        |
| 72         | 7                    | «Dia quaranta-set»               | Michael Chang | Joshua Hamilton                      |
| 73         | 8                    | «Dia clar»                       | Rie Koga      | Erik Bogh                            |
| 74         | 9                    | «Caballers de la llum (1a part)» | Eugene Lee    | Mitch Iverson                        |
| 75         | 10                   | «Caballers de la llum (2a part)» | Michael Chang | Erik Bogh                            |
| 76         | 11                   | «Regions inexplorables»          | Rie Koga      | Joshua Hamilton                      |
| 77         | 12                   | «El Zenit»                       | Eugene Lee    | Joshua Hamilton                      |
| 78         | 13                   | «El final és el principi»        | Michael Chang | Joaquim Dos Santos Lauren Montgomery |